# Oriolo Romano

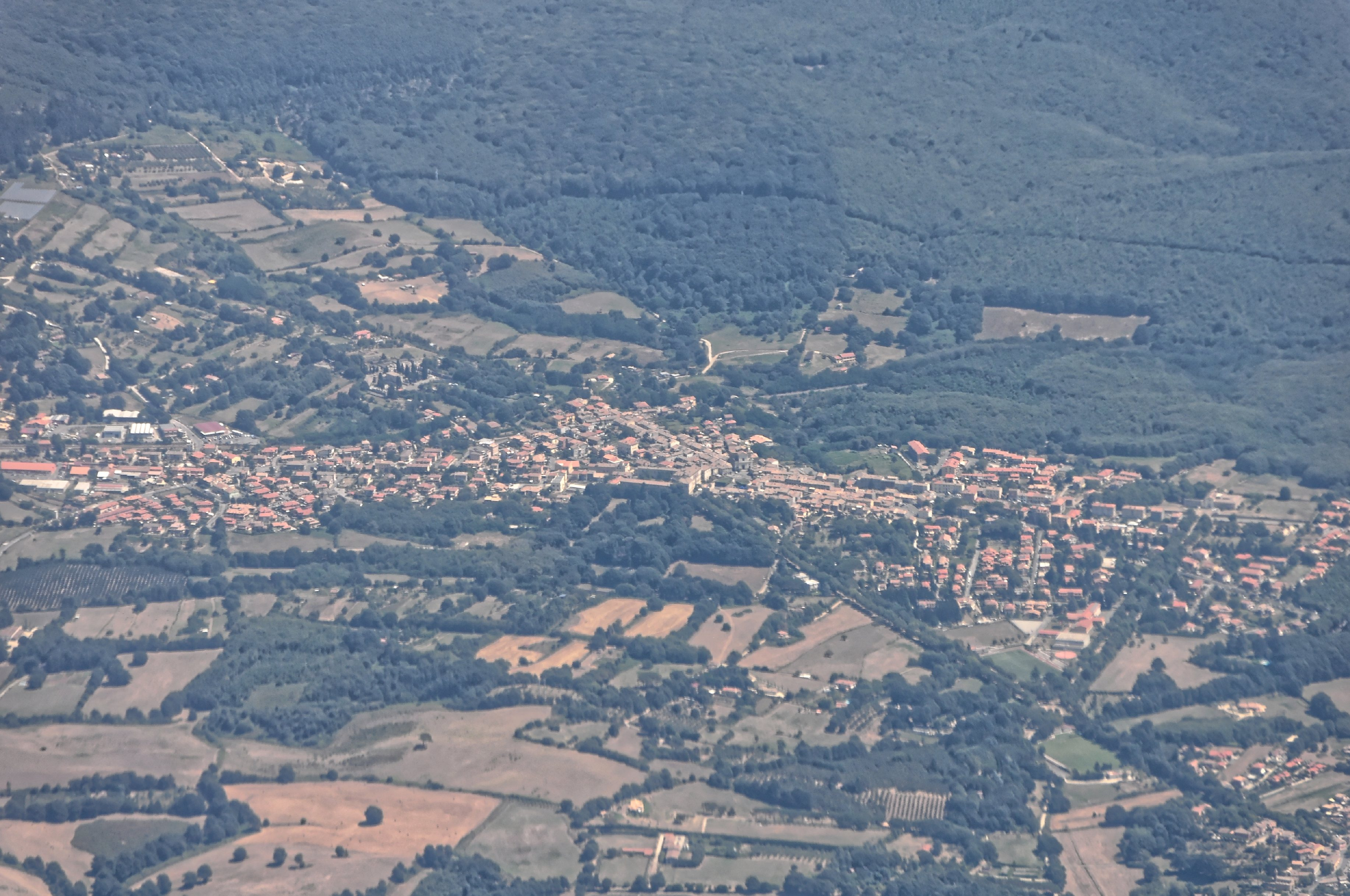
Oriolo Romano von oben

Oriolo Romano ist eine italienische Gemeinde mit 3699 Einwohnern (Stand 31. Dezember 2023) im Süden der Provinz Viterbo die zur Region Latium gehört.

## Geografie

Lage von Oriolo in der Provinz Viterbo

Oriolo Romano liegt 50 km nordwestlich von Rom und 37 km südlich von Viterbo, an der Grenze der Provinzen dieser beiden Städte. Die Gemeinde liegt im Gebiet der Sabatiner Berge nordwestlich des Braccianosees.
Zur Gemeinde gehören die Ortsteile Castellina, Chiusa, Fornetto, la Mola, Poggio Palombino und Terrafredda.

### Nachbargemeinden
Das Gemeindegebiet grenzt im Norden an Vejano und Bassano Romano, südlich an Bracciano und Manziana sowie Canale Monterano.

## Geschichte
Ab 1560 ließ Giorgio Santa Croce den Wald von Manziana abholzen und Bauern aus Umbrien und der Toskana entlang der Via Clodia ansiedeln und die Burg (heute Palazzo Altieri) und die Kirche San Giorgio errichten. 1606 fiel der Ort an die Orsini, die ihn 1671 an die Altieri weiterverkauften, in deren Besitz Oriolo bis 1922 blieb.
Liberato Tosti, Erzbischof und Diplomat des Heiligen Stuhls, wurde 1883 hier geboren.

## Bevölkerungsentwicklung
| Jahr      | 1871 | 1881 | 1901 | 1921 | 1936 | 1951 | 1971 | 1991 | 2001 | 2011 |
| --------- | ---- | ---- | ---- | ---- | ---- | ---- | ---- | ---- | ---- | ---- |
| Einwohner | 1222 | 1208 | 1546 | 1777 | 1635 | 1996 | 1914 | 2338 | 2920 | 3649 |

Quelle ISTAT

## Politik

### Bürgermeister
Als Nachfolger von Graziella Lombi (PD) wurde am 5. Juni 2016 Emanuele Rallo (Lista Civica: Insieme Per Oriolo) zum neuen Bürgermeister gewählt. 

### Städtepartnerschaften
- Saint-Bonnet-près-Riom (Frankreich)
- Hawkhurst (England)

## Kultur und Sehenswürdigkeiten

### Museen

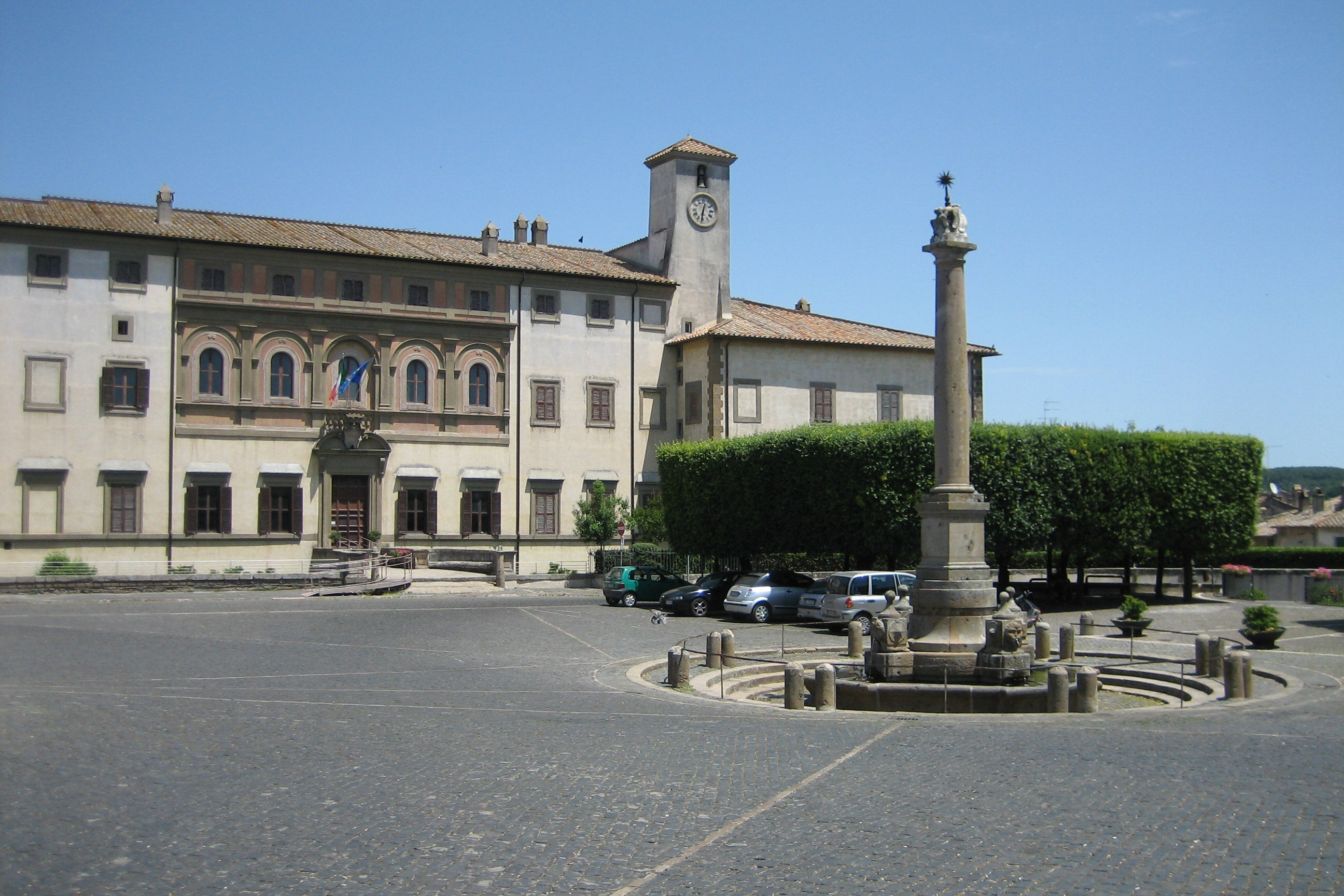
Piazza Umberto I mit dem Palazzo Altieri und der Fontana delle Picche

#### Palazzo und Galleria Altieri
Der Palazzo Altieri (früher Santacroce) wurde in den Jahren 1578 bis 1585 erbaut. In ihm befindet sich die Galleria Altieri, eine der wichtigsten Sammlungen von Papstgemälden, chronologisch geordnet und bis hin zu Benedikt XVI. auch vollständig. Dazu kommen etliche Räume mit Wandfresken und Gemälden, die nicht nur Mitglieder der Familie Altieri darstellen, sondern auch Veduten ihrer Besitzungen zeigen. In der Kapelle erinnert ein Glasfenster an die Heirat von Paolo Altieri mit Mathilde Fürstin von Urach und Gräfin von Württemberg aus einer Seitenlinie des ehemals königlichen Hauses im Jahre 1874.

### Parks

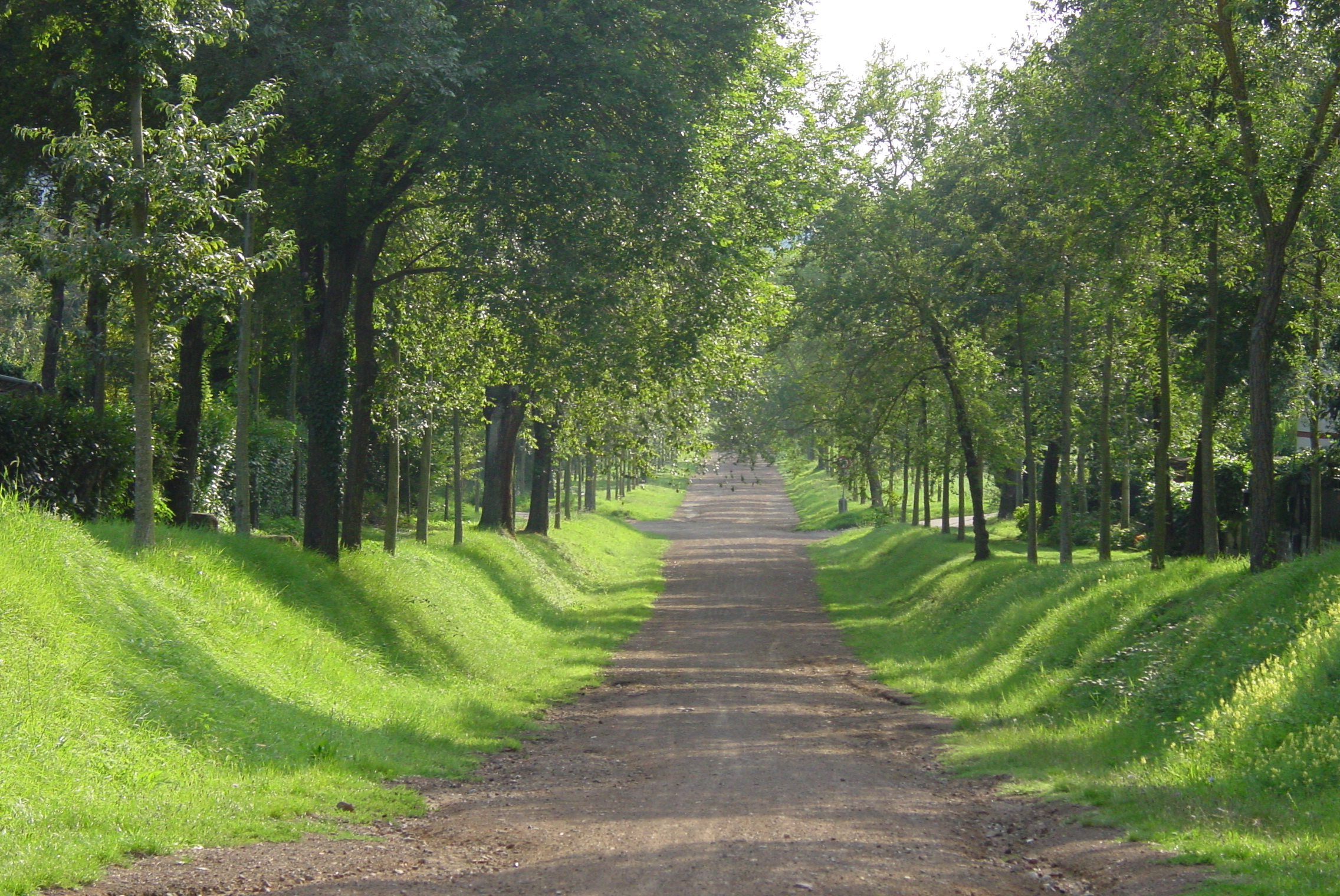
Eine Allee der "Olmate"

#### Le Olmate
Als Le Olmate wird ein parkähnlicher Teil des Ortes im Südwesten bezeichnet, welcher im Wesentlichen aus zwei sich kreuzenden, nicht asphaltierten Alleen besteht, die für den Autoverkehr teils gesperrt sind. Der Name Olmate rührt von den dortigen Bäumen, den Ulmen (ital. Olmi) her. Aufgrund der relativ ruhigen und schönen Lage, sind hier oft Spaziergänger und Radfahrer anzutreffen.

#### Parco della Mola
Der Parco della Mola liegt etwa 4,5 Kilometer außerhalb des Ortszentrums in westlicher Richtung. Er ist frei zugängliches Gelände, jedoch gibt es insbesondere bezüglich Freizeitaktivitäten wie Grillen etc. einige Sonderregelungen. Mit dem Auto kann man ihn über die einzig dort hinführende, nicht asphaltierte und vor allem nach Regenschauern nicht gut befahrbare Straße erreichen. Diese endet an einem Parkplatz am Rande des Parkgebietes, welcher etwa 20 bis 30 PKW aufnehmen kann.
Vom Parkplatz aus sind es nur ca. 100 Meter Fußweg zu einer natürlichen Schwefelwasserquelle. Das Wasser fließt von hier durch zwei angrenzende, aus Stein gebaute Badebecken und wird anschließend dem Fluss Mignone zugeführt. Nur einige Meter von hier befindet sich auch die Ruine der alten Mühle (ital. Mulino), die dem Park zu seinem Namen verhalf. Ebenfalls vorhanden ist ein sehr kleiner See, in welchen ein mehrere Meter hoher Wasserfall mündet.

### Sport
Oriolo Romano besitzt ein reges Sportvereinsleben. Unter anderem werden die Sportarten Fußball, Volleyball, Boccia, Klettern, Tennis, Tischtennis und Rugby angeboten. Eine Ansammlung von Sportstätten (Fußballfelder, Tennisfeld, Tischtennisplatten, Turnhalle mit Kletterwand, Boccia-Bahnen, Rollschuhfläche) befindet sich in den südwestlich gelegenen Olmate nahe der Scuola Media (Mittelschule).

## Wirtschaft und Infrastruktur

### Verkehr

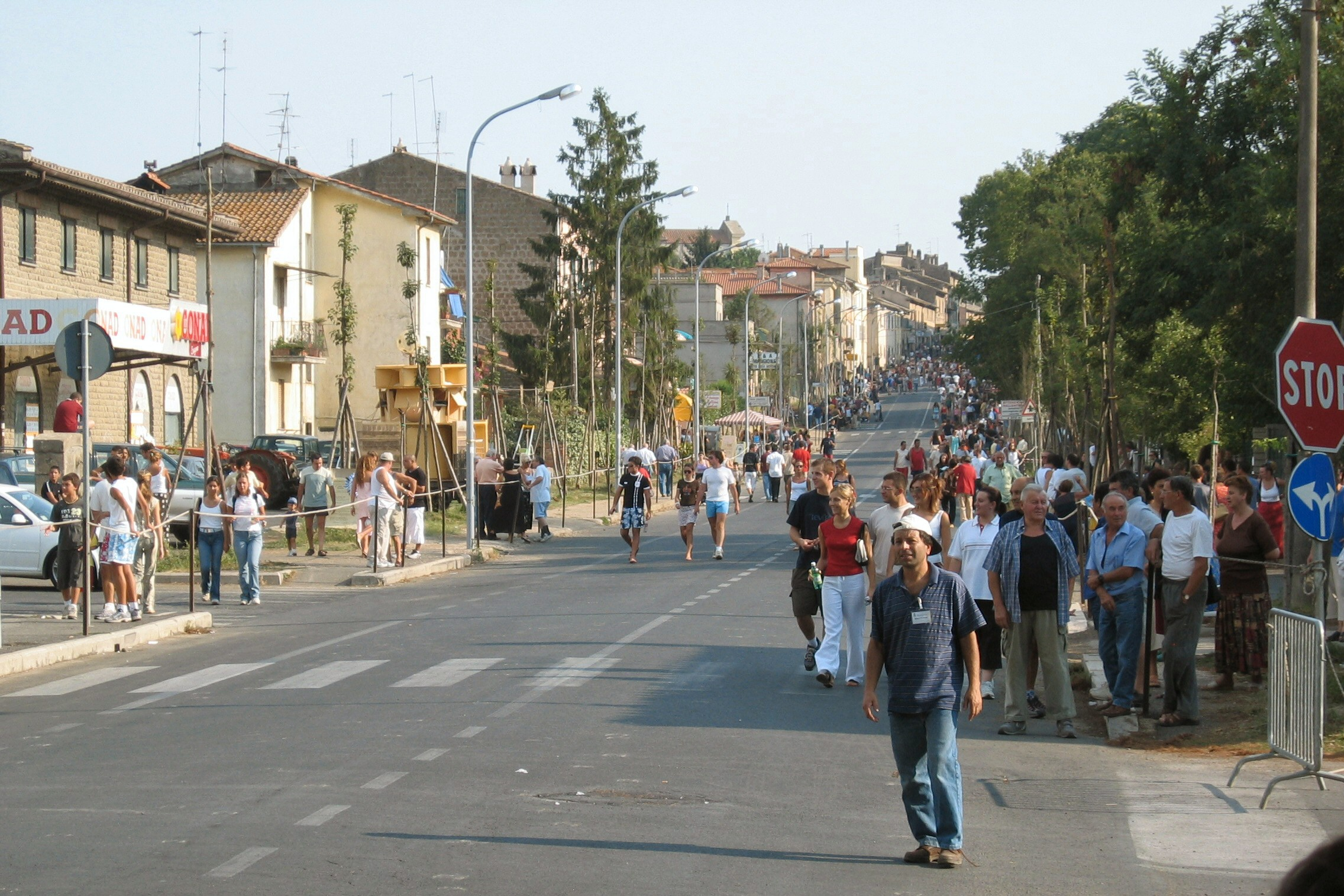
Für den Verkehr gesperrte Via della Stazione während einer Veranstaltung

#### Straßenverkehr
Oriolo liegt an der Via Braccianese Claudia, der Staatsstraße 493, die der antiken Via Clodia entspricht. Sie wird innerhalb des Ortes nördlich als "Via della Stazione" und südlich als "Via Claudia" geführt, deren Verlauf den Ort inklusive Ortsmitte komplett durchquert. Da diese neben der Via Cassia eine der wichtigsten Verbindungsstraßen zwischen Rom und Viterbo darstellt und auch eine große Anzahl von Orten in der Umgebung versorgt, ist das Verkehrsaufkommen entsprechend hoch.
Alle anderen Straßen in Oriolo sind weit weniger befahren und eignen sich nicht für Durchgangsverkehr. In den Randgebieten des Gemeindegebiets ist meist keine Asphaltierung vorhanden, jedoch sind auch diese Pisten im Allgemeinen mit allen Fahrzeugen sehr gut befahrbar.

#### Zugverkehr

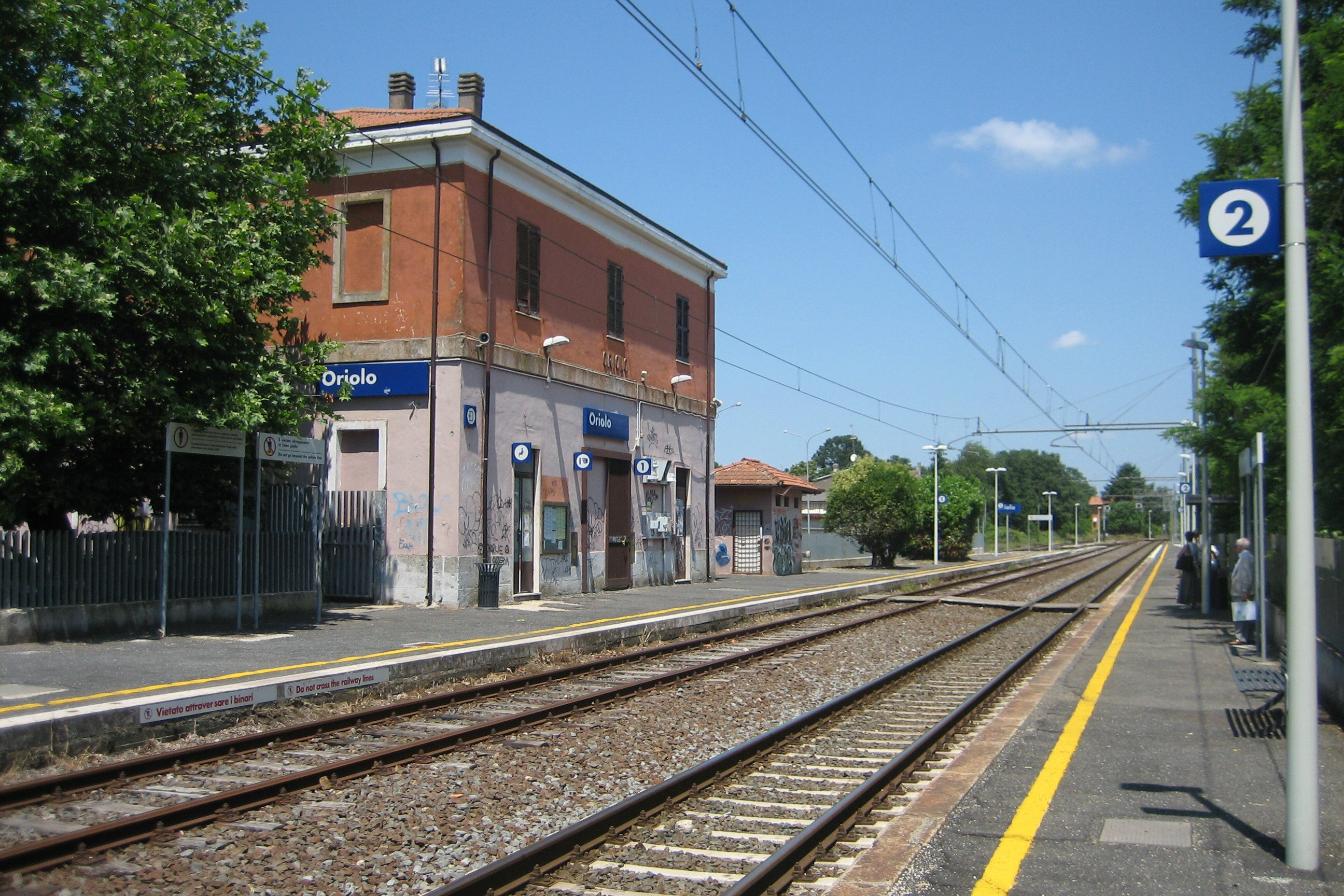
Oriolos Bahnhof

Oriolo Romano besitzt einen eigenen Bahnhof, welcher in den offiziellen Veröffentlichungen von Trenitalia allein unter dem Namen "Oriolo" (also ohne "Romano"!) geführt wird.
Der Bahnhof wird ausschließlich von der Linie FR3 Roma-Capranica-Viterbo bedient, welche von Roma Ostiense nach Viterbo Porta Fiorentina führt. Es fährt tagsüber stündlich je ein Zug in beide Richtungen. Die Fahrzeit nach Roma San Pietro beträgt etwa 1 Stunde und 10 Minuten, nach Viterbo P.F. etwa 40 Minuten.

#### Schiffs- und Flugverkehr
Der nächstgelegene große Meereshafen mit internationalem Schiffsverkehr ist Civitavecchia und liegt etwa 45 Kilometer entfernt.
Die nächsten Flughäfen in der Nähe sind die römischen Flughäfen Fiumicino - Leonardo da Vinci (56 km) und Ciampino (66 km).

### Bildung
In Oriolo sind sowohl eine Grundschule (scuola elementare) als auch eine Mittelschule (scuola media) ansässig.